# Vaccinium summifaucis
Vaccinium summifaucis är en ljungväxtart som beskrevs av Herman Otto Sleumer. Vaccinium summifaucis ingår i Blåbärssläktet, och familjen ljungväxter. Inga underarter finns listade i Catalogue of Life.